# Zagródki (województwo dolnośląskie)
Zagródki – wieś w Polsce położona w województwie dolnośląskim, w powiecie wrocławskim, w gminie Żórawina, należąca do sołectwa Zagródki.

## Informacje ogólne
Wieś jest położona około 6,5 km na południe od administracyjnej granicy Wrocławia, 15 km od wrocławskiego rynku. Dojazd z centrum Wrocławia prowadzi przez ulicę Buforową, a następnie Drogą wojewódzką nr 395 do miejscowości Wojkowice, a następnie drogami powiatowymi nr 1972 i 1942 przez miejscowości Mnichowice i Okrzeszyce.
Na północnym wschodzie wieś graniczy z wsią Sulęcin-Szostakowice, na wschodzie z wsią Bratowice, na południu z wsią Okrzeszyce, na południowym zachodzie z wsią Mnichowice, na północnym zachodzie z wsią Bogusławice.
W latach 1975–1998 miejscowość administracyjnie należała do województwa wrocławskiego.
Zagródki leżą na obszarze Równiny Wrocławskiej, będącej częścią Niziny Śląskiej. Teren ten ma bardzo dogodne warunki do upraw rolnych, występujące tu gleby to wysokiej jakości czarnoziemy należące do najwyższych klas bonitacyjnych. Obszar ten ma jeden z najdłuższych okresów wegetacyjnych w Polsce. Głównymi uprawami rolnymi na terenach wokół Zagródek są pszenica, jęczmień, kukurydza, rzepak oraz buraki cukrowe i ziemniaki.

## Nazwa
Wieś wzmiankowana jako:
- Kelzowo, Kelzovo, Kelzewo – 1295
- Kelchowo, Kelchovo, Kiełczowo, Krzelkowo, Serusici, Żeruszycy, Żerzuszycy – 1300
- Kelzow – 1303
- Zeruche – 1305 w księdze łacińskiej Liber fundationis episcopatus Vratislaviensis (pol. Księga uposażeń biskupstwa wrocławskiego) spisanej za czasów biskupa Henryka z Wierzbna w latach 1295–1305[6][7].
- Zerisse – 1353
- Zirschitcz – 1445
- Sirczicz – 1455
- Zwehöffel – 1630
- Zweihoff – 1666/7
- Zweyhoff – 1743/6
- Zweihof – 1845
- Zagródki

Zweihof, zwane w dokumentach z roku 1295 Kelzovo, 1300 Kelchovo, nic nie ma wspólnego ani z rzeczownikiem kielich, Trinkgefäss, kelch, ani też ze starosłowiańskim rzeczownikiem słownym kluczanye, Trauer. Nazwę tę wywodzić należy od słowiańskiego pierwiastku kul, polsk. kieł, dopełn. kła, Spitzzahn, Pferdezahn, Hauer, kielec, w liczbie mnogiej kielce, Hakenzahn.
Według Śląskiego Kwartalnika Historycznego Sobótka, wspomniane w Dokumencie nr 823 z 30 sierpnia 1300 roku "Kelchowo" to nie "Krzelkowo", ale Kiełczowo, zwane wówczas też Żeruszycy (Serusici), obecnie zaś Zagródki.
Według pracy Józefa Domańskiego „Nazwy miejscowe dzisiejszego Wrocławia i dawnego okręgu wrocławskiego” miejscowość nosiła następujące nazwy Kelzowo (1295), Kelchowo alias Serusici (1300), Kelzow (1303), Zeruche (1305), Zerisse (1353), Zirschitcz (1445), Zwehöffel (1630), Zweihoff (1666/7), Zweyhoff (1743/6), Zweihof (1845).

## Historia
Pierwsza zachowana wzmianka na temat wsi pochodzi z 13 kwietnia 1295 roku, w której Biskup Jan za zgodą kapituły sprzedaje Ulrykowi, rzeźnikowi wrocławskiemu, biskupią wieś Kelzowo (Kelzewo) za 20 srebrnych marek. 30 sierpnia 1300 roku Jan biskup wrocławski zatwierdza darowiznę 6 łanów oraz 1/2 morgi ziemi w Krzelkowie (Kelchowo alias Serusici) przez Ulricha mieszczanina wrocławskiego i jego żonę Judytę, Świętosławowi opatowi Klasztoru Najświętszej Marii Panny na Piasku we Wrocławiu. Wieś pozostała w rękach klasztoru do 1810 roku.
Wieś wymieniona w kościelnej ankiecie z 1814 roku jako wieś z ludnością mówiącą po polsku (w kościele językiem kazań był język polski i niemiecki).
W 1871 roku wieś została zakupiona przez Ferdinanda von Richthofen, należącego do niemieckiej arystokratycznej rodziny Richthofen, z której pochodził również Manfred von Richthofen, as myśliwski okresu I wojny światowej. W 1905 roku, po śmierci Ferdinanda, wieś odziedziczył Prätorius von Richthofen i pozostał jej właścicielem do 1949 roku.
Od 11 do 15 lutego 1945 w okolicach wsi trwały zacięte walki pomiędzy 8. Zapasowym Pułkiem Kawalerii a Armią Czerwoną.

## Czasy współczesne
Obecnie Zagródki przeżywają intensywny rozwój. Powstają liczne domy jednorodzinne, a miejscowość powoli przekształca się w podmiejskie osiedle willowe Wrocławia. Dnia 21 listopada 2001 roku uchwalony został miejscowy plan zagospodarowania przestrzennego wsi Zagródki, przekształcający dużą część pól uprawnych wokół wsi na działki budowlane. Na przełomie 2010 i 2011 roku wytyczono nowe ulice. 5 listopada 2010 roku przedłużono istniejącą ulicę Kwiatową, następnie dnia 25 lutego 2011 kolejnym ulicom nadano nazwy: Akacjowa, Wiśniowa, Polna i Malowana. Dnia 30 marca 2012 roku kolejna ulica otrzymała swoją nazwę: Motocyklowa. Dnia 14 listopada 2018 roku kolejna ulica otrzymała swoją nazwę: Jesionowa
Wieś posiada własne ujęcie wody, na które składają się trzy studnie głębinowe zlokalizowane na zachód od miejscowości oraz Stację Uzdatniania Wody (SUW) Bratowice, znajdującą się w miejscu, gdzie kiedyś położona była karczma Schmückekretscham.